# کارالار، آرارات
کارالار (به لاتین: Karalar) یک روستا در ارمنستان است که در استان آرارات واقع شده‌است.  در  کیلومتری شمال آرتاشات، مرکز استان آرارات واقع شده است.

## خصوصیات
کارالار نفر جمعیت دارد و در ارتفاع متر بالاتر از سطح دریا قرار گرفته‌است.